# (4754) Panthoos
(4754) Panthoos est un astéroïde troyen jovien.

## Description
(4754) Panthoos est un astéroïde troyen jovien, camp troyen, c'est-à-dire situé au point de Lagrange L5 du système Soleil-Jupiter. Il présente une orbite caractérisée par un demi-grand axe de 5,235 UA, une excentricité de 0,011 et une inclinaison de 12,3° par rapport à l'écliptique.
Il est nommé en référence au personnage de la mythologie grecque Panthoos, acteur du conflit légendaire de la guerre de Troie.

## Compléments